# Brucella abortus
Brucella abortus é uma espécie de bactérias gram-negativas, cocobacilo de tamanho pequeno (0,6 x 0,6 a 1,5 µm) e imóveis. Apresentam uma forma lisa, são pequenas, brilhantes, azuladas e translúcidas após incubadas por três a cinco dias e se tornam opacas com a idade. A Brucella abortus é capnofílica (crescem bem em alta concentração de dióxido de carbono), com catalase, oxidase e urease positivas, ela requer em seu isolamento primário, de 5 a 10% de CO2, mas continua sendo aeróbia. Sua importância para a veterinária se deve ao fato de em bovinos causar abortos e orquite (inflamação nos testículos).

## Origem
Brucella abortus origina-se por uma bactéria Gram-negativa, pertence à família Brucellaceae (ordem Rhizobiales e do filo Proteobacteria). A bactéria B.abortus apresentam colônias tipo lisas, e é um dos principais agentes causadores da brucelose bovina.
A bactéria compromete o sistema reprodutivo, marcando, principalmente pelo acontecimento de abortos no terço final da gestação da vaca.
A bactéria B. abortus sobrevive por um longo período se a temperatura ser mais fria. No animal pode permanecer mais tempo caso não ser observado próximo, assim também se o gado não realizar o tratamento constantemente. Já nos humanos, é possível ser detectado logo após os testes corretos e detecção de sinais.
Brucella abortus foi descoberta em 1897, pelo veterinário Bernhard Lauritz Frederik Bang. A bactéria ficou conhecida como bacilo de Bang, isso por motivo que a doença contagiosa causou em Bang, no caso a Brucelose.
Logo, o veterinário provou que a principal causa do aborto em bovinos era um bacilo minúsculo que ele chamou de Bacillus abortus.

## Epidemiologia
A B. abortus infecta, predominantemente, gado de corte e leite causando a brucelose bovina. Trata-se de uma importante doença infectocontagiosa, que pode atingir outras espécies, como o cão e o homem, ocasionando diversos prejuízos à saúde animal, saúde pública e, simultaneamente, a economia do país.
Nos bovinos, a principal porta de entrada da bactéria para o organismo é a mucosa orofaríngea, mas a infecção também pode se dar a partir do contanto direto com as mucosas: oral, nasofaríngea, conjuntival ou por feridas na pele. Seguidamente a penetração, os macrófagos fagocitam a B. abortus que é transportada até os linfonodos regionais, de onde, após sua multiplicação, seguem para outros linfonodos e órgãos, como o baço e fígado. Para além desses, a bactéria também se estabelece em tecidos osteoarticulares, mamário e órgão reprodutores, pelos quais tem tropismo em função da grande disponibilidade de eritritol, um poli álcool.
É importante entender que as brucelas utilizam o eritritol como fonte de energia e que a concentração desse álcool atinge níveis elevados quando as vacas estão próximas ao parto. Em decorrência disso, acontece uma multiplicação da bactéria no útero que provoca tanto uma reação necrótico-inflamatório no placentoma, quanto o descolamento do cotilédone e da carúncula. Esse encadeamento de acontecimentos pode ocasionar o nascimento de bezerros subdesenvolvidos e até o aborto. Além de infertilidade e redução na produção de leite. 
A brucelose bovina pode ser transmitida ao ser humano, portanto, é uma zoonose. A doença já foi registrada em humanos de todo o mundo, com destaque para as regiões de clima tropical e subtropical: bacia do Mediterrâneo, partes do México, bem como, na América Central e do Sul. Apesar disso, consoante a Organização Mundial de Saúde, pela dificuldade de diagnóstico e pela falta de notificação dos casos, a incidência de casos nos países desenvolvidos pode ser cinco ou até mais vezes superior aos números que são divulgados.
Para além disso, a brucelose é uma doença ocupacional, uma vez que, entre os humanos, a exposição máxima da doença pode ser observada em médicos veterinários, agricultores, técnicos de inseminação e outros trabalhadores da cadeia de produção de derivados animais, como o leite e a carne. É, inclusive, citada na Portaria n° 1.339/1999, do Ministério da Saúde brasileiro, como uma doença relacionada ao trabalho. Entretanto, apesar do cenário vigente, diversos órgãos sanitários mundiais consideram a brucelose como uma das mais importantes e negligenciadas doença zoonótica do mundo.
No Brasil, de acordo com o Instituto Brasileiro de Geografia e Estatística, uma das principais atividades econômicas do país é a agropecuária, esse cenário se ratifica quando a Organização das Nações Unidas para a Alimentação e a Agricultura reconhece o rebanho bovino brasileiro como o maior do mundo. Nesse sentido, torna-se claro que a brucelose bovina é uma doença de relevância. Especialmente, quando as perdas econômicas estão intimamente relacionadas aos sinais clínicos e sequelas da infecção, que incluem: abortos, aumento no intervalo entre partos, queda da produtividade, condenação e desvalorização da carne e do leite.
Em 2013, pesquisas realizadas mostraram que o Brasil sofreu um prejuízo no valor de U$ 448 milhões, em decorrência da brucelose bovina. Em rebanhos de leite, cada fêmea infectada, com idade superior a 24 meses, gerou uma perda de R$ 473,50, enquanto, nos rebanhos voltados para o corte, o valor foi de R$ 255,20. Ainda nesse mesmo ano, os focos de prevalência para a brucelose nas propriedades pecuárias variavam entre 0,32% a 41,5%. Apesar de parecerem pequenos, esses índices impactam diretamente em toda a cadeia produtiva da pecuária. Um exemplo disso, é que, em números nacionais absolutos, a cada 1% de variação na prevalência, acredita-se, que o prejuízo aumentou em U$ 77,85 milhões ou R$ 174,70 milhões com a cotação da época. 
À vista disso, torna-se evidente a necessidade do controle da enfermidade, entretanto, para que isso ocorra, faz-se necessário a atuação conjunta entre Estado e iniciativa privada.

## Transmissão
A transmissão da brucelose pode ocorrer por contato direto com fluidos ou tecidos de animais infectados e pela via transplacentária e por contágio indireto, pela ingestão de alimentos e água contaminados, inseminação artificial, entre outros. As relações sexuais e o contato digestivo constituem as principais formas de transmissão entre os ovinos. Já a penetração das brucelas no organismo dos hospedeiros se dá pelo contato digestivo, via respiratória, pelas mucosas conjuntival, entre outros.
Os humanos são suscetíveis à infecção por B. abortus, B. suis, B. melitensis e, raramente, B. canis. A transmissão para humanos ocorre por contato com secreções ou excreções de animais infectados. As rotas de entrada incluem lesões de pele, inalação e ingestão. Leite in natura e produtos feitos com leite não-pasteurizado são importantes fontes de infecção.
Em cães, a infecção pode manifestar-se de forma clínica como abortos, diminuição da fertilidade, redução no tamanho das ninhadas e mortalidade neonatal. A maioria das cadelas que abortaram tem gestações subsequentes normais. Em cães machos, a principal característica clínica da doença é a infertilidade frequentemente associada à orquite e à epidídimo.
Em suínos a infecção é adquirida por ingestão ou pelo coito e pode ser autolimitante em alguns animais. Os sinais clínicos em porcas incluem aborto, natimortos, mortalidade neonatal e esterilidade temporária. Cachaços que excretam brucelas no sêmen podem ser clinicamente normais ou apresentar anormalidades testiculares

## Tratamento
Não existe um tratamento contra a brucelose, devido a localização intracelular da bactéria o que dificulta a eliminação do agente, pela penetração inadequada do antibiótico em meio intracelular, além da persistência da Brucella em linfonodos, glândulas mamárias, e trato genital, possibilitando um caráter portador o que representa um risco para a saúde animal e humana.

### Profilaxia
Em relação a profilaxia, o sacrifício dos infectados é uma medida importante para reduzir os pontos de infecção, mas essa prática encontra resistência por questões financeiras; possibilidade de substituição dos animais sacrificados; tamanho do rebanho; e a taxa de prevalência da infecção. A vacinação é efetiva especialmente em áreas com prevalência elevada e em programas sanitários em fase inicial, constituindo medida específica para o controle da enfermidade. Outras medidas também importantes, consideradas de inespecíficas, são por exemplo a destruição de fetos abortados; programas de educação sanitária; o controle de trânsito para evitar a movimentação de fontes de infecção; a desinfecção das instalações; o uso de piquetes-maternidade e quarentena para a introdução de animais no rebanho; e deve-se ainda evitar comprar animais de regiões endêmicas ou rebanhos infectados, mesmo que o animal apresente negativo nos testes sorológicos.

### Saneamento
O saneamento em rebanhos infectados, a recomendação é de seja seguido o Programa Nacional de Controle e Erradicação da Brucelose e da Tuberculose Animal (PNCEBT) com testes periódicos como estabelece a legislação e o sacrifico dos reagentes. Essas medidas tem como objetivo diminuir a prevalência da tuberculose e da brucelose em bovinos e bubalinos no país, preconizando a vacinação e o sacrifício de animais positivos.

### Vacinação e Manejo
A vacina mais amplamente utilizada no controle da brucelose bovina e bubalina é desenvolvida com a amostra B19 da Brucella abortus, por isso seu nome B19, trata-se de vacina viva atenuada, aplicada uma única vez em bezerras com idade entre 3 e 8 meses, a legislação brasileira prevê a obrigatoriedade de vacinação das fêmeas bovinas e bubalinas nessa faixa etária. Dos animais vacinados cerca de 65% á 75% ficam resistentes a infecção, os demais podem até se infectar, mas normalmente não abortam. Em condições de campo essa vacina proporciona proteção por cinco ou mais gestações, e em relação a falhas na vacinação estão mais relacionadas à uma exposição excessiva ao agente etiológico.
A vacinação deve ser realizada sob responsabilidade de um médico veterinário cadastrado no serviço de defesa sanitária animal, E os animais vacinados devem ser marcados com um “V” seguido do último digito do ano que foi realizado a vacinação, devendo ser emitido ainda um atestado de vacinação por esse médico veterinário. Os animais reagentes nos testes sorológicos devem ser sacrificados, sendo proibida a comercialização da carcaça, assim como é proibido o uso da vacina B19 em animais acima de 8 meses de idade.
A vacinação de modo eficaz reduz a possibilidade de infecção e eliminação da bactéria para o meio ambiente, a transmissão de um animal para o outro e consequentemente o risco de zoonose, e quando associada com a remoção dos animais infectados permite gradativamente a seleção de animais mais resistentes a enfermidades, que em um cenário futuro permitirá prevê a eliminação desse agente etiológico. A B19 apresenta algumas desvantagens, por exemplo títulos residuais de anticorpos no soro sanguíneo e no leite que podem interferir no diagnóstico da infecção por amostras de campo; infecção persistente por amostra vacinal; patogenicidade para o ser humano; aplicação exclusiva de fêmeas; ocorrência ocasional de artrite e choque ando tóxico; e por fim a obrigatoriedade de manutenção constante e cuidadosa das cepas padrão com características lisas. Em resposta a essas desvantagens outras vacinas tem sido desenvolvidas como a RB51 constituída por amostra rugosa, que não leva a formação de anticorpos contra o lipolissacarídeo de amostras lisas do gênero Brucella, é recomendado em focos e em situações de alto risco, para fêmeas com idade superior a oito meses e não reagentes nos testes sorológicos, não devem também ser usados em machos e em fêmeas prenhas. A marcação de fêmeas vacinadas é feita do lado esquerdo da face, caso tenha sido vacinada com a RB51 é marcada com um “V”, e caso tenha sido vacinada pela B19 é marcada com o último dígito do ano da vacinação.